# Groß-Schweinbarth
Groß-Schweinbarth ist eine Marktgemeinde mit 1360 Einwohnern (Stand: 1. Jänner 2024) im Bezirk Gänserndorf in Niederösterreich.

## Geografie
Groß-Schweinbarth liegt im Hügelland des Weinviertels zwischen Bad Pirawarth und Gänserndorf in Niederösterreich. Die Fläche der Marktgemeinde umfasst 24,92 Quadratkilometer. 46,3 Prozent der Fläche sind bewaldet.

### Gemeindegliederung
Es gibt nur die Katastralgemeinde Groß-Schweinbarth.

### Nachbargemeinden
|                          | Bad Pirawarth                               |                   |
| Wolkersdorf (Mistelbach) | Kompassrose, die auf Nachbargemeinden zeigt | Matzen-Raggendorf |
|                          |                                             | Auersthal         |

## Geschichte

Groß Schweinbarth und Umgebung in der Landesaufnahme um 1873

Die erste urkundliche Erwähnung war im Jahr 1120. In diesem Jahr schenkte Wernhart der Swynwarther und seine Gattin Sigela einen Weingarten zu Swynwarth, an das Stift Klosterneuburg. Das Rittergeschlecht der Swynwarther gab auch dem Ort seinen Namen, der sich im Laufe der Zeit zu Groß-Schweinbarth veränderte. In der wechselvollen Geschichte des Ortes kamen 1648 die Grafen Abensperg und Traun und intensivierten den Weinbau. Ernst von Abensperg und Traun, Landmarschall von Niederösterreich, belieferte auch den Kaiserlichen Hof zu Wien mit Groß-Schweinbarther Wein. Nach der Jahrhundertwende wurde der Ort durch den Bau der Lokalbahn Gänserndorf – Mistelbach und der Stammersdorfer Lokalbahn zu einem Eisenbahnknotenpunkt im Weinviertel.
Laut Adressbuch von Österreich waren im Jahr 1938 in der Marktgemeinde Groß-Schweinbarth ein Arzt, drei Bäcker, zwei Binder, zwei Brunnenbauer, ein Dachdecker, zwei Fleischer, ein Friseur, drei Gastwirte, fünf Gemischtwarenhändler, eine Hebamme, ein Hotel, eine Milchgenossenschaft, eine Mühle, ein Sägewerk, ein Sattler, zwei Schlosser, drei Schmiede, ein Schneider, vier Schuster, ein Spengler, ein Trafikant, zwei Tischler, ein Viktualienhändler, ein Wagner, Wasenmeister, zwei Zimmermeister, ein Zuckerwarenhändler und einige Landwirte ansässig.

### Einwohnerentwicklung
| Groß-Schweinbarth: Einwohnerzahlen von 1869 bis 2024 | Groß-Schweinbarth: Einwohnerzahlen von 1869 bis 2024 | Groß-Schweinbarth: Einwohnerzahlen von 1869 bis 2024 | Groß-Schweinbarth: Einwohnerzahlen von 1869 bis 2024 | Groß-Schweinbarth: Einwohnerzahlen von 1869 bis 2024 |
| ---------------------------------------------------- | ---------------------------------------------------- | ---------------------------------------------------- | ---------------------------------------------------- | ---------------------------------------------------- |
| Jahr                                                 |                                                      |                                                      |                                                      | Einwohner                                            |
| 1869                                                 | 1869                                                 |                                                      | 1.229                                                | 1.229                                                |
| 1880                                                 | 1880                                                 |                                                      | 1.289                                                | 1.289                                                |
| 1890                                                 | 1890                                                 |                                                      | 1.444                                                | 1.444                                                |
| 1900                                                 | 1900                                                 |                                                      | 1.529                                                | 1.529                                                |
| 1910                                                 | 1910                                                 |                                                      | 1.439                                                | 1.439                                                |
| 1923                                                 | 1923                                                 |                                                      | 1.395                                                | 1.395                                                |
| 1934                                                 | 1934                                                 |                                                      | 1.322                                                | 1.322                                                |
| 1939                                                 | 1939                                                 |                                                      | 1.262                                                | 1.262                                                |
| 1951                                                 | 1951                                                 |                                                      | 1.106                                                | 1.106                                                |
| 1961                                                 | 1961                                                 |                                                      | 1.010                                                | 1.010                                                |
| 1971                                                 | 1971                                                 |                                                      | 1.039                                                | 1.039                                                |
| 1981                                                 | 1981                                                 |                                                      | 982                                                  | 982                                                  |
| 1991                                                 | 1991                                                 |                                                      | 1.017                                                | 1.017                                                |
| 2001                                                 | 2001                                                 |                                                      | 1.290                                                | 1.290                                                |
| 2011                                                 | 2011                                                 |                                                      | 1.295                                                | 1.295                                                |
| 2021                                                 | 2021                                                 |                                                      | 1.321                                                | 1.321                                                |
| 2024                                                 | 2024                                                 |                                                      | 1.360                                                | 1.360                                                |
| Quelle(n): Statistik Austria                         |                                                      |                                                      |                                                      |                                                      |

## Kultur und Sehenswürdigkeiten
- Schloss Groß-Schweinbarth
- Schüttkasten Groß-Schweinbarth

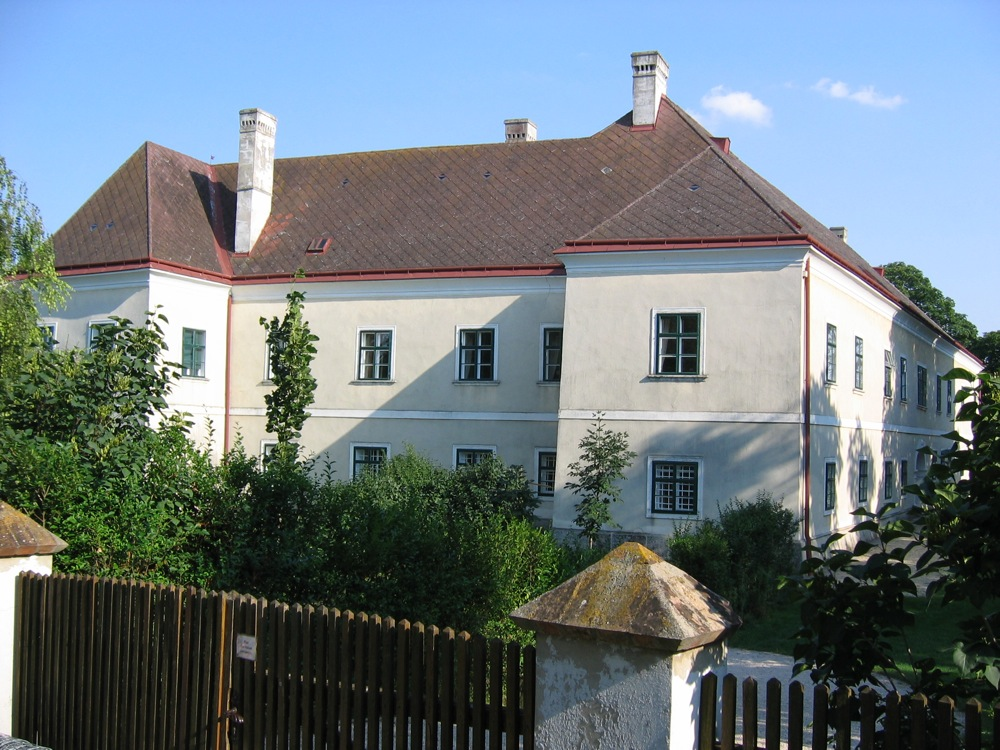
Schloss Groß-Schweinbarth

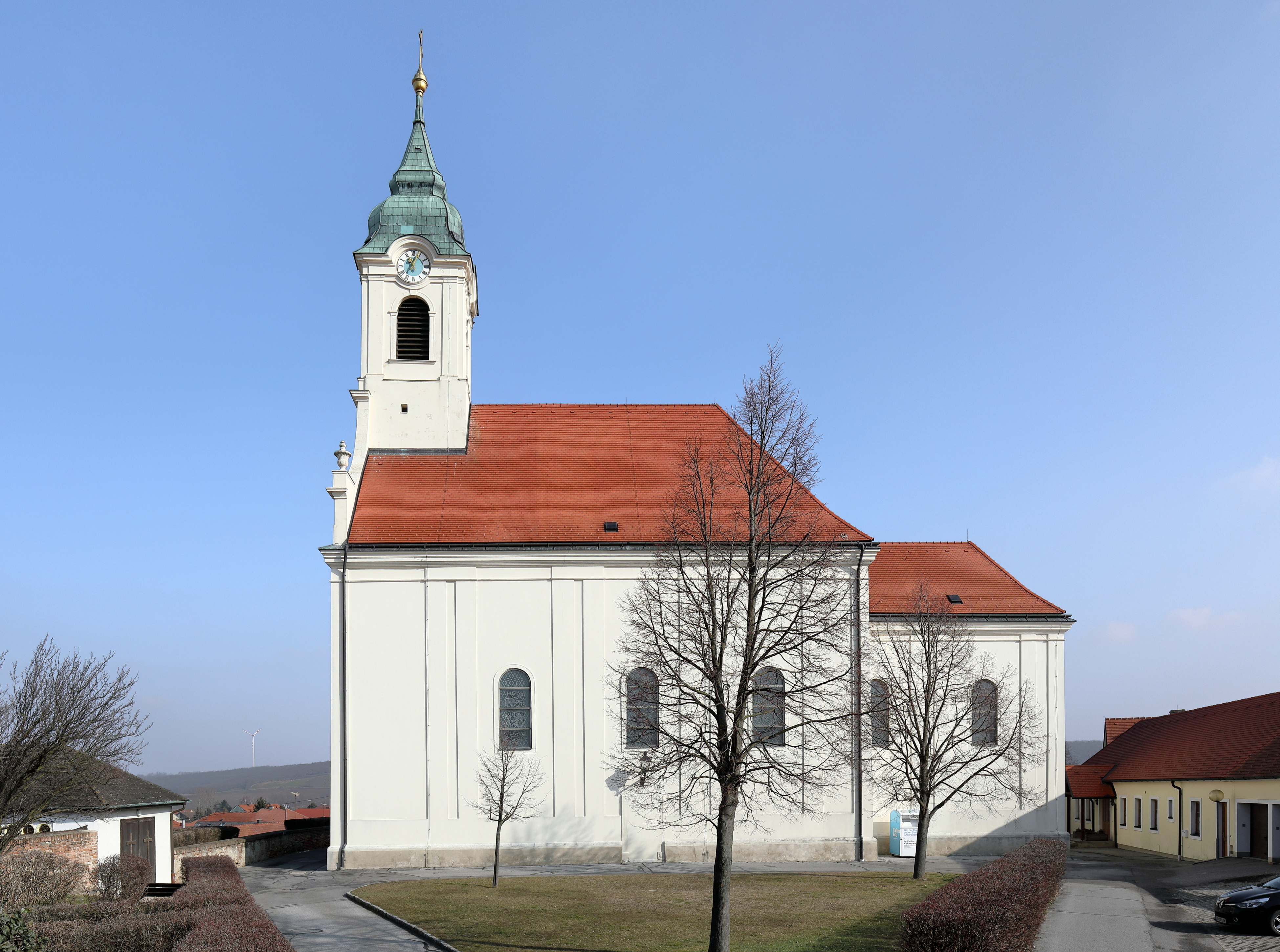
Pfarrkirche Groß-Schweinbarth

- Katholische Pfarrkirche Groß-Schweinbarth hl. Martin

## Wirtschaft und Infrastruktur
Nichtlandwirtschaftliche Arbeitsstätten gab es im Jahr 2001 36, land- und forstwirtschaftliche Betriebe nach der Erhebung 1999 103. Zudem sind in dem Dorf ein Lebensmittelmarkt, eine Tabaktrafik und ein Friseur angesiedelt. Die Zahl der Erwerbstätigen am Wohnort betrug nach der Volkszählung 2001 555. Die Erwerbsquote lag 2001 bei 45,19 Prozent.

### Öffentliche Einrichtungen
In Groß-Schweinbarth befindet sich ein Kindergarten und eine Volksschule.

### Verkehr

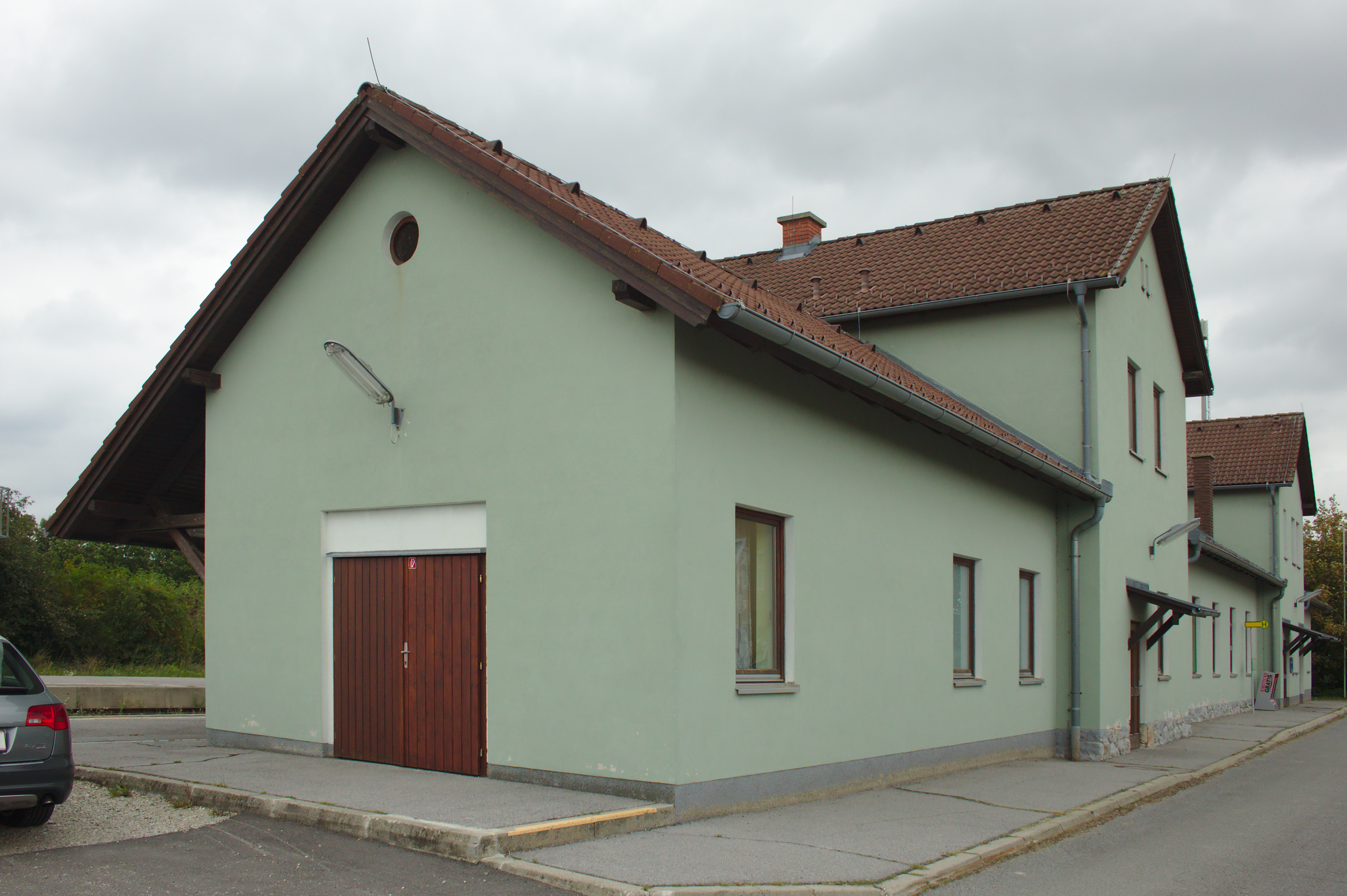
Bahnhof Groß-Schweinbarth

- Bahn: Der Bahnhof Groß-Schweinbarth war bis Fahrplanwechsel 2019/2020 ein wichtiger Knotenpunkt für die Regionalbahnlinien Gänserndorf – Bad Pirawarth und Groß-Schweinbarth – Obersdorf. Mit 15. Dezember 2019 wurden die Strecken vom Land Niederösterreich und den ÖBB eingestellt und durch ein Regionalbuskonzept ersetzt.
- Bus: Zudem gibt es beim Bahnhof und an der Hauptstraße in kurzen Abständen zueinander vier Bushaltestellen, die von den Regionalbuslinien 420, 421, 424 und 495 bedient werden.

### Sport
- 1948 wurde der Fußballverein SV Groß-Schweinbarth gegründet.

## Politik

### Gemeinderat
Der Gemeinderat hat 19 Mitglieder.
- Mit den Gemeinderatswahlen in Niederösterreich 1990 hatte der Gemeinderat folgende Verteilung: 14 ÖVP und 5 SPÖ.
- Mit den Gemeinderatswahlen in Niederösterreich 1995 hatte der Gemeinderat folgende Verteilung: 13 ÖVP und 6 SPÖ.[4]
- Mit den Gemeinderatswahlen in Niederösterreich 2000 hatte der Gemeinderat folgende Verteilung: 12 ÖVP und 7 SPÖ.[5]
- Mit den Gemeinderatswahlen in Niederösterreich 2005 hatte der Gemeinderat folgende Verteilung: 10 SPÖ und 9 ÖVP.[6]
- Mit den Gemeinderatswahlen in Niederösterreich 2010 hatte der Gemeinderat folgende Verteilung: 11 SPÖ und 8 ÖVP.[7]
- Mit den Gemeinderatswahlen in Niederösterreich 2015 hatte der Gemeinderat folgende Verteilung: 10 ÖVP und 9 SPÖ.[8]
- Mit den Gemeinderatswahlen in Niederösterreich 2020 hatte der Gemeinderat folgende Verteilung: 15 ÖVP und 4 SPÖ.[9]
- Mit den Gemeinderatswahlen in Niederösterreich 2025 hat der Gemeinderat folgende Verteilung: 14 ÖVP und 5 SPÖ.[10]

### Bürgermeister
- bis 2005 Leopold Thaller (ÖVP)
- 2005–2014  Helmut Brandtner (SPÖ)
- 2014–2015 Susanne Venos (SPÖ)
- seit 2015 Marianne Rickl-List (ÖVP)

### Gemeindepartnerschaften
- Seit 1996 Eisgarn im Bezirk Gmünd. Die Partnerschaft wurde unter Bürgermeister Leopold Thaller (Groß-Schweinbarth) und Bürgermeister Karl Brunner (Eisgarn) geschlossen.

## Persönlichkeiten
- Franz von Schaub (1817–1871), Astronom und Ozeanograph